# Oplossingsbeweging
De Megoldás Mozgalom (in het Hongaars betekent dit Oplossingsbeweging) is een politieke partij in Hongarije, opgericht in 2021 door zakenman György Gattyán. De beweging richt zich vooral op digitalisering en het gebruik van moderne technologieën om de efficiëntie van de overheid en de transparantie in het bestuur te verbeteren.
De partij wist bij de Hongaarse parlementsverkiezingen van 2022 slechts 1% te behalen. Het gebeurde ook bij de verkiezingen voor de lokale overheid en het Europees Parlement in 2024, met verwaarloosbare resultaten.

## Programma
De partij heeft een pragmatische benadering en vermijdt directe associatie met traditionele politieke ideologieën zoals links of rechts. In plaats daarvan ligt hun focus op economische hervormingen en technologische vooruitgang om de sociale en economische problemen van Hongarije op te lossen. Hun doel is om een efficiëntere en moderner bestuurde staat te creëren door de kracht van technologie te benutten.